# Engelbert Kraus
Engelbert Kraus (Offenbach am Main, 30 luglio 1934 – 14 maggio 2016) è stato un calciatore tedesco, di ruolo attaccante.

## Palmarès

### Club

#### Competizioni nazionali
- Coppa di Germania: 1

Monaco 1860: 1963-1964